# عثمان نصار
عثمان محمود نصار قائد عسكري سابق في القوات المسلحة المصرية ووصل إلى رتبة لواء، تولي قيادة الفرقة الثالثة مشاة أثناء حرب الايام الستة 1967. وقد تمركزت تلك الفرقة في وسط سيناء بين منطقتي نخل والحسنة عند جبل لبني وتسبب بإنسحابه من قيادة فرقته بالإضافة إلى انسحاب الفرقة الرابعة المدرعة بقيادة اللواء صدقي الغول إلى انهيار خط الدفاع الثاني وفي أعقاب الحرب، أُحيل للتقاعد كما حوكم في 1968 بتهمة محاولة قلب نظام الحكم أمام محكمة الثورة وأُدين وثبت من خلال المحاكمة انه تآمر تحت قيادة المشير عبد الحكيم عامر القائد العام للقوات المسلحة وآخرون للاستيلاء على السلطة بالقوة المسلحة في أعقاب هزيمة يونيو 1967.

## حياتة المهنية
كان قائداً لكتيبة مشاة في منطقة كبريت في 1957 ثم عين قائداً للمحور الشمالي للقوات المصرية المؤيدة للجمهوريين في حرب اليمن حتى تم استدعائه في مايو 1967 ضمن خطة تعبئة القوات على جبهة القتال في سيناء قبيل حرب يونيو 1967 وعُين قائداً للفرقة الثالثة مشاة تحت قيادة الفريق صلاح محسن قائد المنطقة الشرقية حتى إحالته إلى التقاعد في 11 يونيو 1967.

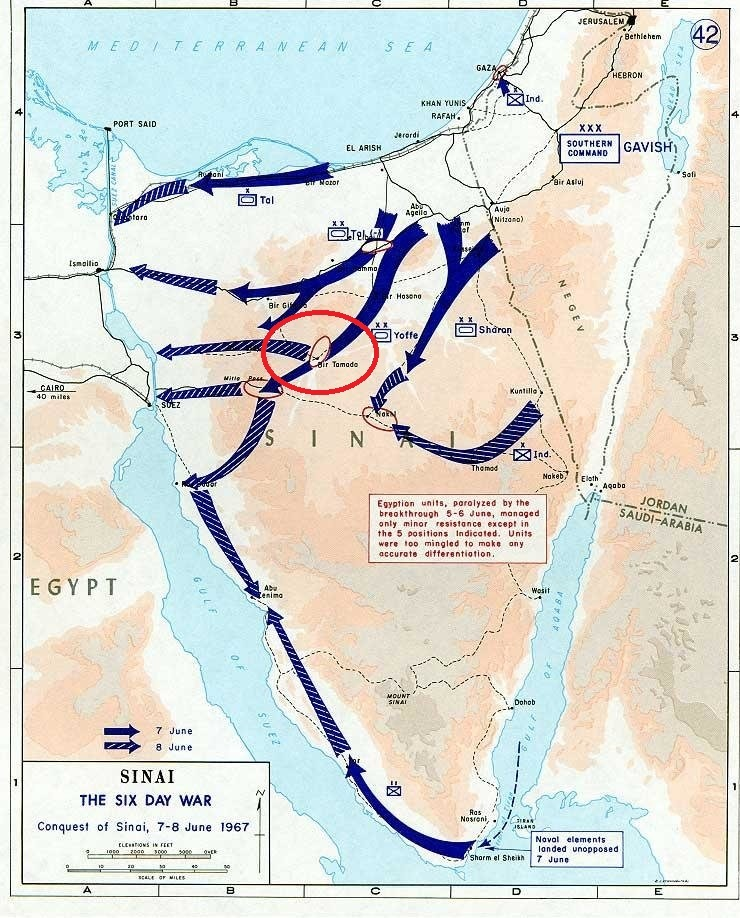
موقع الفرقة الثالثة مشاة اثناء حرب يونيو 1967 ومسار انسحابها

### دوره في حرب يونيو 1967
عُين اللواء عثمان نصار يوم 25 مايو قائداً للفرقة الثالثة المشاة التي كانت تحتل النطاق الدفاعي الثاني في سيناء حول الحسنة ومعها أسلحة الدعم، وقد كان ضمن القيادات التي تم استدعائها صباح يوم 5 يونيو 1967 لمقابلة المشير عامر في قاعدة بير تمادا الجوية وبعد ضرب القاعدة من قبل الطائرات الحربية الاسرائيلية وعودة المشير للقاهرة ،غادر هو وباقي القيادات إلى مواقعهم بعد أن فوجئوا بالهجوم الإسرائيلي وهم بعيدون عن مقرات قياداتهم.
إلا أن اللواء عثمان نصار ترك موقعه يوم 6 يونيو دون أسباب وتوجه إلى الإسماعيلية ومنها إلى القاهرة التي وصلها يوم 7 يونيو.

ومن الثابت أن هروب اللواء عثمان كان قبل إصدار قرار الانسحاب الرسمي وقبل إبلاغه به من قبل قائد الجيش الميداني بل أن قائد الجبهة الفريق عبد المحسن مرتجى حين قابله مصادفة في الإسماعيلية طلب منه العودة فوراً إلى مركز قيادته مما أثار تساؤلات كثيرة تتعلق بتلقيه، هو وغيره من القيادات المرتبطة بعلاقات قوية بالمشير، تعليمات مباشرة من المشير بالانسحاب المبكر مما أدى إلى انهيار خط الدفاع الثاني وبالتالي الهزيمة العسكرية الشاملة مما يدعم الاتجاه القائل بمسئولية المشير الكاملة عن الهزيمة بالدفع عمداً لمواجهة إسرائيل بغرض إضعاف موقف جمال عبد الناصر وتنحيته طمعاً في أن يتولى منصبه وهو ما يدعمه محاولة المشير قلب نظام الحكم لاحقاً في أغسطس 1967 بالاستعانة بكثير من رجاله الذين انسحبوا مبكراً من أرض المعركة وتركوا مواقعهم ومن ضمنهم عثمان نصار نفسه بالإضافة إلى جلال هريدي وغيرهم.

## عزله من منصبه
في أعقاب حرب يونيو 1967 وفي يوم ال11 من يونيو 1967 أصدر الرئيس جمال عبد الناصر قراراً بعزل عدد من قيادات القوات المسلحة المتسببين في الهزيمة ومن ضمنهم اللواء عثمان نصار الذي تمت إحالته للتقاعد 

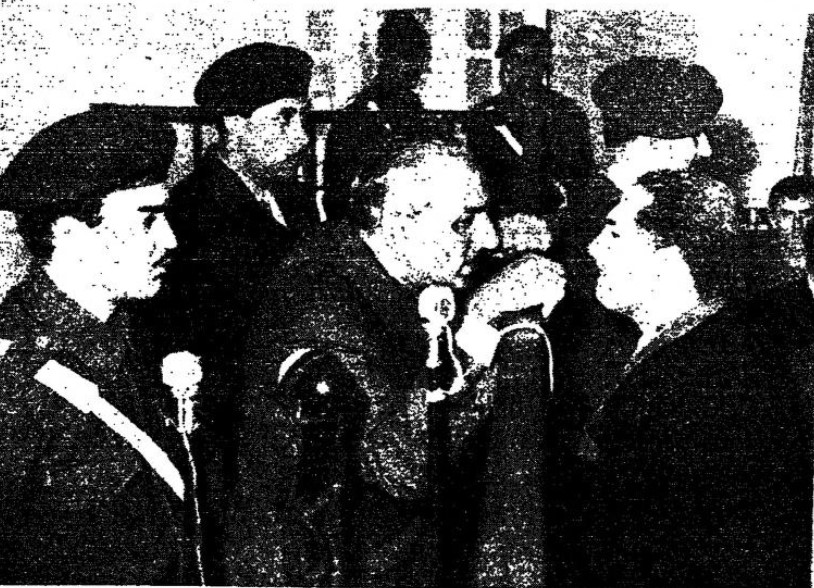
اللواء عثمان نصار اثناء محاكمته في فبراير 1968

## دوره في قضية محاولة قلب نظام الحكم
كان عثمان نصار من ضمن العناصر التي اعتمد عليها عبد الحكيم عامر لتنفيذ مؤامرة للاستيلاء على الحكم باستخدام القوة المسلحة وقد قبض عليه في منزل المشير عند اقتحامة من قبل الفريق فوزي يوم 25 أغسطس 1967 قبل موعد تنفيذ المؤامرة بيومين وبحوذتهم أسلحة وفقاً لما نُشر في حيثيات حكم القضية التي استمرت من فبراير 1968 وحتى صدور الحكم في 26 أغسطس 1968 وقد أُدين اللواء عثمان نصار بالأشغال الشاقة المؤبدة.